# هوجا
هوجا (به لاتین: Huzhou) یک شهر مرکزی در جمهوری خلق چین است که در چجیانگ واقع شده‌است.

## خصوصیات
هوجا ۵٬۸۱۸٫۴۳ کیلومترمربع مساحت و ۲٬۸۹۳٬۵۴۲ نفر جمعیت دارد.

## خواهرخوانده
شهرهای رادوم و لگانس خواهرخوانده‌های هوجا هستند.